# 棟良王
棟良王（むねながおう、生年不詳 - 元慶元年5月27日（877年7月11日））は、平安時代前期の皇族。桓武天皇の孫。三品・葛井親王の子。官位は従四位上・中務大輔。

## 経歴
清和朝初頭の貞観元年（859年）二世王の蔭位により無位から従四位下に直叙される。その後、時期は明らかでないが中務大輔を務めた。陽成朝初頭の元慶元年（877年）5月27日卒去。最終官位は散位従四位上。

## 官歴
※ 注記のないものは『六国史』による。
- 貞観元年（859年）11月19日：従四位下
- 時期不詳：従四位上。中務大輔[1]
- 元慶元年（877年）5月27日：卒去（散位従四位上）

## 系譜
※ 『本朝皇胤紹運録』による。
- 父：葛井親王
- 母：不詳
- 妻：不詳
  - 女子：橘長盛室